# پاوو یروی
پاوو یروی (به استونیایی: Paavo Järvi) ‎(تلفظ استونیایی: [ˈpɑ:vo ˈjærvi]) (زادهٔ ۳۰ دسامبر ۱۹۶۲، تالین) موسیقی‌دان و رهبر ارکستر استونیایی-آمریکایی است.
او به‌همراه ارکستر سمفونیک ملی استونی برندهٔ جایزهٔ گرَمی شده است.
یروی شهروند ایالات متحدهٔ آمریکا است.
پاوو یروی پسرِ بزرگ‌ترِ نیمه یروی (رهبر ارکستر، زادهٔ ۱۹۳۷) است. برادرش کریستیان یروی (زادهٔ ۱۹۷۲) رهبر ارکستر، و خواهرش ماریکا یروی (زادهٔ ۱۹۶۴) نوازندهٔ فلوت است.

## یادداشت
1. ↑  Maarika Järvi